# Bache (Fluss)
Die Bache oder Gladauer Bach ist ein über 15 km langer kiesgeprägter Tieflandbach im Jerichower Land im Nordosten des Landes Sachsen-Anhalt.
Der Bach entspringt westlich der Ortschaft Küsel und fließt anschließend durch Theeßen, Krüssau, Brandenstein und Gladau. Bei Dretzel mündet er von links in den Tucheim-Parchener Bach, welcher bei Genthin in den Elbe-Havel-Kanal mündet. Bis zum Bau des Plauer Kanals 1743, welcher später Teil des Elbe-Havel-Kanals wurde, mündete der Tucheim-Parchener Bach bei Genthin in die Stremme.

## Historische Bezeichnungen
Auf alten Karten und Dokumenten finden sich verschiedene Bezeichnungen für die Bache. So wird der Bach unter anderem als Springe, Springbach, Küselsche Spring oder Gladauer Bach bezeichnet.

## Geographie
Die Bache entspringt in mehreren Armen rund um die Ortschaft Küsel, kreuzt die L52 und fließt anschließend in nördlicher Richtung, wo sie die A2 kreuzt. Anschließend fließt sie entlang des Gewerbegebiets "Fauler Grund" und der Fennwiesen entlang, bis sie östlich von Theeßen einen Knick macht und durch den Ort fließt. Hier durchfließt sie den Gutspark Theeßen und führt dem Dorfteich Wasser zu. Von Theeßen aus fließt sie weiter nördlich Richtung Krüssau und entlang der Feuchtwiese "Großer Teich". Hier führt sie dem Waldbad Theeßen Wasser zu. Der restliche Verlauf ist fast geradlinig in nordöstlicher Richtung entlang der Ortschaften Krüssau, Brandenstein, Gladau und Dretzel. Nördlich von Gladau kreuzt sie den ehemaligen Bahndamm der Bahnstrecke Güsen-Ziesar. Bei Dretzel knickt der Fluss Richtung Nordwesten ab, kreuzt die L54 und mündet am Rande des Fiener Bruchs in den Tucheim-Parchener Bach. Im Verlauf münden mehrere Gräben in die Bache. Namentlich bekannt sind dies von der Quelle bis zur Mündung: Theeßener Graben, Große Wendlake, Hasselforthgraben, Krüssauer Graben, Fliederbuschgraben/Kiehnlakegraben, Brandensteiner Graben. Der Fluss befindet sich größtenteils im Landschaftsschutzgebiet Möckern-Magdeburgerforth.

### Durchflossene Gewässer
| Nummer | Ansicht | Name               | Ort     | Fläche       | Lage   |
| ------ | ------- | ------------------ | ------- | ------------ | ------ |
| 01     |         | Mühlteich Küsel    | Küsel   | Zugeschüttet | Karten |
| 02     |         | Staubecken Theeßen | Theeßen | 0,3 ha       | Karten |
| 03     |         | Parkteich Theeßen  | Theeßen | 0,2 ha       | Karten |
| 04     |         | Mühlteich Theeßen  | Theeßen | Verlandet    | Karten |
| 05     |         | Waldbad Theeßen    | Theeßen | 1,4 ha       | Karten |
| 06     |         | Mühlteich Krüssau  | Krüssau | Zugeschüttet | Karten |

## Flora & Fauna
Die Bache ist ein kiesgeprägter Tieflandbach und hatte ursprünglich eine stark mäandernde Form. Aufgrund von Begradigungen hat der Bach diese Form heute größtenteils eingebüßt. Eine Karte aus dem Jahr 1886 zeigt, dass die Bache zu diesem Zeitpunkt im Bereich Krüssau, Gladau und Dretzel bereits weitestgehend begradigt wurde. Hingegen waren die Flussbereiche von der Quelle bis zum Krüssauer Forst und östlich von Brandenstein noch in ihrer ursprünglichen Form vorhanden.
Der Fluss fließt größtenteils entlang von landwirtschaftlich genutzten Feldern und Weiden. Im gesamten Verlauf wird die Bache von Bäumen und Sträuchern gesäumt. Hierbei handelt es sich vor allem um Weiden, Schwarzerlen und Stieleichen. Nördlich von Küsel staut sich die Bache an und bildet eine Feuchtwiese mit angrenzendem Bruchwald. Nördlich von Theeßen befindet sich die Feuchtwiese "Großer Teich". Hier haben sich Biber niedergelassen und sorgen dafür, dass die Wiese immer wieder geflutet wird.

## Gewässerqualität
Das Gewässer wird vom Landesbetrieb für Hochwasserschutz und Wasserwirtschaft Sachsen-Anhalt hinsichtlich der Gewässerqualität überwacht. Im Bewertungszeitraum 2009 bis 2013 wurde das ökologische Potenzial als „unbefriedigend“ und die chemische Qualität als „schlecht“ eingestuft, wobei letztere grundsätzlich gut, aber hinsichtlich der Quecksilber-Belastung als kritisch angesehen wurde.
Um die Wasserqualität und die Biodiversität der Bache zu verbessern, wurde im Mai 2019 das Gewässerentwicklungskonzept „Tucheim-Parchener Bach“ abgeschlossen. Es zielt darauf ab, die ökologische Durchgängigkeit der Bache zu verbessern, um den Anforderungen der Europäischen Wasserrahmenrichtlinie (EG-WRRL) gerecht zu werden. Das Konzept umfasst Maßnahmen zur Beseitigung von Wanderhindernissen für Fische und andere aquatische Organismen an verschiedenen Stauanlagen und Durchlässen entlang des Baches. Zu den vorgeschlagenen Maßnahmen gehören der ersatzlose Rückbau von Querbauwerken, der Bau von Umgehungsgerinnen und der Umbau von Stauanlagen in Sohlgleiten. Die bevorzugte Lösung ist oft der Bau von Umgehungsgerinnen, um die Durchgängigkeit zu gewährleisten.
Im Rahmen des Konzepts werden Maßnahmen an mehreren Standorten entlang des Gladauer Baches vorgeschlagen:
- Stauanlage Gladau: Östlich der Ortschaft Gladau soll die Durchgängigkeit durch den Bau eines Umgehungsgerinnes wiederhergestellt werden, um die Wanderbarkeit für Fische und andere aquatische Organismen zu ermöglichen.
- Stauanlage Krüssau/Kläranlage: Nordöstlich der Ortschaft Krüssau wird ebenfalls der Bau eines Umgehungsgerinnes bevorzugt, um die ökologische Durchgängigkeit zu gewährleisten.
- Durchlass mit integriertem Stau südlich von Krüssau: Hier wird ein Umgehungsgerinne linksseitig des Gewässers vorgeschlagen, um die Passierbarkeit für Gewässerorganismen zu verbessern.
- Durchlass mit integriertem Stau am Waldbad Theeßen: Nördlich von Theeßen soll die bestehende Stauanlage in eine Sohlgleite umgebaut werden, da die Geländegegebenheiten den Bau eines Umgehungsgerinnes nicht zulassen.

Der Fluss gehört zum Unterhaltungsverband „Stremme/Fiener Bruch“.
Über das Förderprogramm Wasserrahmenrichtlinie setzt der Unterhaltungsverband "Stremme/Fiener Bruch" seit 2023  einige Maßnahmen um.

## Wirtschaftliche Nutzung

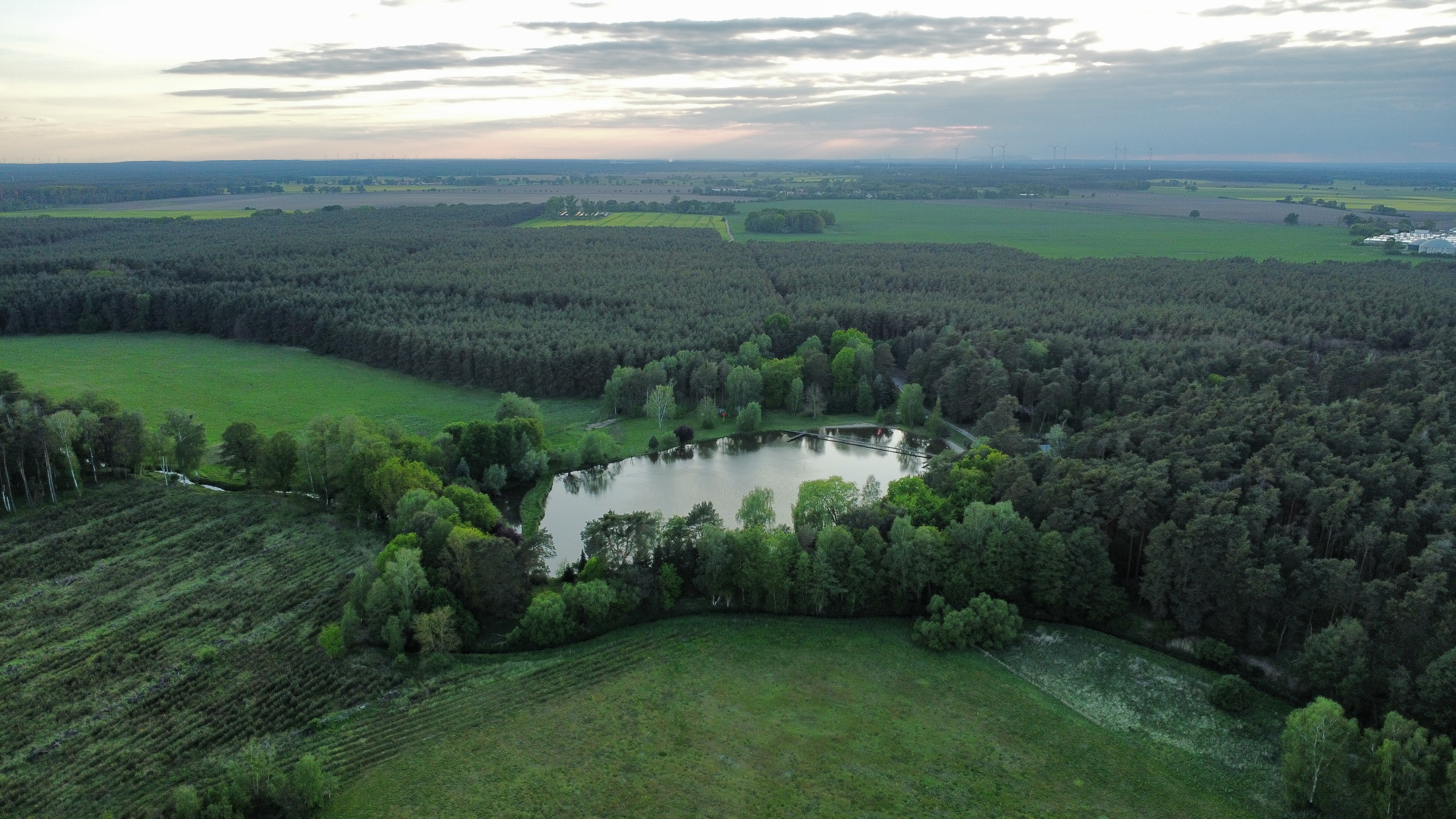
Waldbad Theeßen

Die Bache führt dem ehemals als Naturfreibad genutzten Waldbad Theeßen frisches Wasser zu. Des Weiteren wurden entlang der Bache eine Vielzahl von Wassermühlen betrieben. Die Bache wurde in weiten Teilen begradigt und dient heute größtenteils der Be- und Entwässerung von Feld- und Weideflächen. Von der Quelle der Bache bis zur Quelle des Silberbachs bei Räckendorf verläuft auf einer Strecke von 1,5 km der sogenannte Landgraben (Landwehr). Nördlich von Krüssau am Bachlauf befindet sich die von der Heidewasser GmbH betriebene Teichkläranlage Krüssau. Zudem soll es früher zwischen Krüssau und Theeßen mehrere Fischteiche gegeben haben.
| Nummer | Name                               | Anmerkungen | Lage   |
| ------ | ---------------------------------- | --- | ------ |
| 01     | Wassermühle und Stärkefabrik Küsel | Auf dem Gelände befindet sich heute ein Reiterhof, einige Wirtschaftsgebäude sind noch erhalten, der Mühlteich wurde zugeschüttet.                            | Karten |
| 02     | Wassermühle Theeßen                | Auf dem Gelände befindet sich heute ein dreistöckiges Wohngebäude. Auf der gegenüberliegenden Straßenseite befand sich der mittlerweile verlandete Mühlteich. | Karten |
| 03     | Wassermühle Krüssau                | Auf dem Gelände befindet sich heute ein Wohngebäude, welches das alte Mühlengebäude sein könnte. Der Mühlteich wurde zugeschüttet.                            | Karten |
| 04     | Wassermühle Brandenstein           | Das Gelände ist unbebaut und von Bäumen überwachsen. | Karten |
| 05     | Wassermühle Gladau                 | Auf dem Gelände befindet sich heute noch einige Wirtschaftsgebäude. Die Straße wird als "Zur Mühle" bezeichnet.                                               | Karten |
| 06     | Wassermühle Dretzel                | Das Gelände ist unbebaut und von Bäumen überwachsen. | Karten |

## Brücken, Stauanlagen und Durchlässe
| Nummer  | Ansicht | Ort                        | Wanderhindernis                     | Ökologische Durchgängigkeit | Ökologische Durchgängigkeit | Befahrbarkeit                         | Befahrbarkeit | Lage |
| ------- | ------- | -------------------------- | ----------------------------------- | --------------------------- | --------------------------- | ------------------------------------- | ------------- | ---- |
| GB_BW06 |         | Küsel                      | Durchlass mit integriertem Stauwehr | 🟩                          | durchgängig                 | Landstraße (Dorfstraße Küsel / L52)   |               |      |
| GB_BW07 |         | Theeßen / A2               | Brücke                              | 🟩                          | durchgängig                 | Autobahn                              |               |      |
| GB_BW10 |         | Theeßen / östlich          | Durchlass mit integriertem Stauwehr | 🟥                          | nicht durchgängig           | Feldweg                               |               |      |
| GB_BW19 |         | Gutspark Theeßen           | Fußgängerbrücke                     | 🟩                          | durchgängig                 | Parkweg                               |               |      |
| GB_BW20 |         | Theeßen                    | Durchlass                           | 🟩                          | durchgängig                 | Landstraße (Dorfstraße Theeßen / L52) |               |      |
| GB_BW21 |         | Theeßen / nördlich         | Wehr mit Brücke                     | 🟨                          | eingeschränkt durchgängig   | Feldweg                               |               |      |
| GB_BW22 |         | Waldbad Theeßen            | Durchlass mit integriertem Stauwehr | 🟥                          | nicht durchgängig           | Steg                                  |               |      |
| GB_BW24 |         | Waldbad Theeßen / nördlich | Durchlass                           | 🟩                          | durchgängig                 | Feldweg                               |               |      |
| GB_BW27 |         | Krüssau / südlich          | Durchlass mit integriertem Stauwehr | 🟥                          | nicht durchgängig           | Feldweg                               |               |      |
| GB_BW28 |         | Krüssau                    | Durchlass mit integriertem Stauwehr | 🟥                          | nicht durchgängig           | Dorfstraße Krüssau                    |               |      |
| GB_BW30 |         | Krüssau Kläranlage         | Stauanlage                          | 🟥                          | nicht durchgängig           | Steg                                  |               |      |
| GB_BW31 |         | Krüssau / nördlich         | Brücke                              | 🟩                          | durchgängig                 | Feldweg                               |               |      |
| GB_BW35 |         | Gladau / südlich           | Brücke                              | 🟩                          | durchgängig                 | Feldweg / Friedensstraße              |               |      |
| GB_BW36 |         | Gladau / östlich           | Stauanlage                          | 🟥                          | nicht durchgängig           | Feldweg / Zur Mühle                   |               |      |
| GB_BW37 |         | Gladau / nördlich          | Brücke                              | 🟩                          | durchgängig                 | Bahnstrecke Güsen-Ziesar              |               |      |
| GB_BW39 |         | Dretzel / westlich         | Brücke                              | 🟩                          | durchgängig                 | Landstraße (L54)                      |               |      |